# Jainosaurus septentrionalis
Il jainosauro (Jainosaurus septentrionalis) è un dinosauro erbivoro, appartenente ai sauropodi. Visse nel Cretaceo superiore (Maastrichtiano, circa 68 milioni di anni fa) e i suoi resti sono stati ritrovati in India.

## Descrizione
Questo dinosauro era un sauropode di grande taglia, lungo circa 18 metri e alto circa 6 metri. È conosciuto per una varietà di ossa rinvenute tra il 1917 e il 1920 nella zona di Jabalpur, che comprendono una scatola cranica, una vertebra caudale, quattro ossa della coda (chevron), entrambe le scapole, parte dello sterno, un arto anteriore quasi completo e alcune costole. L'omero era relativamente robusto e lungo 134 centimetri, mentre le vertebre assomigliano a quelle di Titanosaurus. Jainosaurus, come tutti i sauropodi, doveva essere un erbivoro quadrupede con collo e coda lunghi, sorretto da zampe possenti e con un corpo voluminoso.

## Classificazione
I fossili di questo animale vennero descritti per la prima volta nel 1933 da Friedrich von Huene e Charles Alfred Matley, e vennero attribuiti al genere Antarctosaurus, un altro sauropode del Cretaceo. La specie, A. septentrionalis, venne denominata in riferimento al fatto che gli altri fossili di Antarctosaurus provenivano tutti dai continenti meridionali. Successivamente vennero espressi molti dubbi circa l'appartenenza di questa specie ad Antarctosaurus, e nel 1995 Adrian Paul Hunt ridescrisse i fossili e li attribuì a un nuovo genere, Jainosaurus, in onore di Sohan Lal Jain, un paleontologo indiano che studiò la scatola cranica dell'esemplare e nel 1982 pubblicò i risultati dei suoi studi. Ironicamente, lo stesso Jain non ritenne Jainosaurus un genere valido, in quanto attribuì i fossili a un altro sauropode, Titanosaurus indicus, rinvenuto nella stessa formazione e descritto nel 1877. A causa della frammentarietà dei resti, però, Titanosaurus è considerato un nomen dubium dalla maggior parte dei paleontologi.
Attualmente Jainosaurus è ritenuto un grande rappresentante dei titanosauri, di dimensioni paragonabili a quelle del sudamericano Antarctosaurus, e probabilmente imparentato con quest'ultimo animale. Altri titanosauri simili dovevano essere Pitekunsaurus e Muyelensaurus, anch'essi provenienti dal Sudamerica. Altri resti attribuiti a Jainosaurus provengono dal Pakistan.

## Stile di vita
Il jainosauro doveva essere uno dei più grandi animali del suo ambiente; probabilmente vagava per le pianure, forse in branchi, per difendere i piccoli dagli attacchi dei predatori come Rajasaurus e Rahiolisaurus. Nello stesso ambiente viveva un altro titanosauro dalle caratteristiche molto differenti, Isisaurus.